# Liste des épisodes de La casa de papel
Cette page présente la liste des épisodes de la série télévisée espagnole La casa de papel. Elle est composée de 38 épisodes au 3 avril 2020.

## Liste des saisons

### Saison 1 (2017)
Elle a été diffusée du 2 mai 2017 au 27 juin 2017 et est composée de 15 épisodes divisés en 2 parties. En Espagne, la diffusion des épisodes a été faite via Antena 3 et dans le reste du monde via Netflix.
| Diffusion espagnole Partie 1 01 - Efectuar lo acordado ( litt. « Effectuer ce qui a été convenu ») 02 - Imprudencias letales 03 - Errar al disparar 04 - Caballo de Troya 05 - El día de la marmota ( litt. « Le jour de la marmotte ») 06 - La Cálida Guerra Fria 07 - Refrigerada Inestabilidad 08 - Tú lo has buscado 09 - El que la sigue la consigue Partie 2 10 - Se acabaron las máscaras 11 - La cabeza del plan 12 - Cuestión de eficacia 13 - Qué hemos hecho? 14 - A contrarreloj 15 - Bella ciao | Diffusion mondiale Partie 1 01 - Pas de titre français 02 - Pas de titre français 03 - Pas de titre français 04 - Pas de titre français 05 - Pas de titre français 06 - Pas de titre français 07 - Pas de titre français 08 - Pas de titre français 09 - Pas de titre français 10 - Pas de titre français 11 - Pas de titre français 12 - Pas de titre français 13 - Pas de titre français Partie 2 14 - Pas de titre français 15 - Pas de titre français 16 - Pas de titre français 17 - Pas de titre français 18 - Pas de titre français 19 - Pas de titre français 20 - Pas de titre français 21 - Pas de titre français 22 - Pas de titre français |

### Saison 2 (2019-2021)
Elle est diffusée depuis le 19 juillet 2019 sur Netflix.
Diffusion mondiale (via Netflix)

#### Partie 3
1. 01. 23 - On est de retour (Hemos vuelto)
2. 02. 24 - Aïkido (Aikido)
3. 03. 25 - 48 mètres sous terre (48 metros bajo el suelo)
4. 04. 26 - L'Heure du dauphin (La hora del delfín)
5. 05. 27 - Boum, boum, ciao (Bum, bum, ciao)
6. 06. 28 - Plus rien n'avait d'importance (Todo pareció insignificante)
7. 07. 29 - Petites vacances (Pequeñas vacaciones)
8. 08. 30 - La Dérive (La deriva)

#### Partie 4
1. 09. 31 - Game Over (Game Over)
2. 10. 32 - Le Mariage de Berlin (La boda de Berlin)
3. 11. 33 - Leçon d'anatomie (Leccion de anatomia)
4. 12. 34 - Paso-doble (Suspiros de España)
5. 13. 35 - Cinq minutes plus tôt (5 minutos antes)
6. 14. 36 - KO technique (Ko tecnico)
7. 15. 37 - Frapper le QG (Tumbar la carpa)
8. 16. 38 - Le Plan Paris (Plan Paris)

#### Partie 5
1. 17. 39 - Au bout du rouleau (El final del camino)[1]
2. 18. 40 - Tu crois en la réincarnation ? (¿Crees en la reencarnación?)
3. 19. 41 - Bienvenue au spectacle de la vie (El espectáculo de la vida)
4. 20. 42 - Ta place au paradis (Tu sitio en el cielo)
5. 21. 43 - Vis tes vies (Vivir muchas vidas)
6. 21. 44 - Trop de pression (Válvulas de escape)
7. 22. 45 - Science optimiste (Ciencia ilusionada)
8. 23. 46 - La Théorie de l'élégance (La teoría de la elegencia)
9. 24. 47 - Confidences sur l'oreiller (Lo que se habla en la cama)
10. 25. 48 - Une tradition familiale (Una tradición familiar)